# 迪亚贝利变奏曲
《以安东·迪亚贝利的圆舞曲为主题的三十三首变奏》，作品120，通称迪亚贝利变奏曲（英語：Diabelli Variations），是路德维希·范·贝多芬根据安东·迪亚贝利创作的一首圆舞曲所作的钢琴独奏变奏曲，创作于1819至1823年。该作品充分体现了贝多芬高超的作曲技艺和晚期的艺术风格，乃他所有变奏曲技术最为艰难的，跻身一流钢琴作品，常与巴赫的《哥德堡变奏曲》相提并论；历来受到极多赞誉，亦成为点石成金的变奏曲的典范。

## 背景

### 迪亚贝利的号召
安东·迪亚贝利是当时一位知名的音乐出版商和作曲家。1819年前半年，他将自己创作的一首圆舞曲寄给了当时奥匈帝国内所有知名的重要作曲家，包括舒伯特、车尔尼、胡梅尔，以及鲁道夫大公，请求他们每个人为之写1个变奏，目的是凑成一部叫做“Vaterländischer Künstlerverein（祖国的艺术家们）”的曲集，将出版所得用来资助拿破仑战争所致的孤寡家庭。李斯特当时七岁，并未被包括在内，但也许他的老师车尔尼让他也做了一首。
贝多芬当时与迪亚贝利已有多年的交情。但他起初拒绝参与迪亚贝利的这项号召，因为他认为圆舞曲主题平庸无奇，不过是单调地模进，并没有什么价值。但据说后来迪亚贝利同意付一笔很可观的稿费，使得贝多芬改变主意，并且还想试一试自己从简单的材料中能做出何等变化。另一种说法是，贝多芬感到逢迎如此低级的作品是一种羞辱，就写了整整33个变奏来展示自己的才华。不过这些轶事的真实性值得怀疑；因为已经证明，当初收录此事的传记作者并没有相关的一手材料。
但可以肯定的是，贝多芬最终接受了迪亚贝利的要求，而且还大大超额完成。对于贝多芬为何写如此庞大的一组变奏，有说法称鲁道夫大公起到了很大影响：在1818年，在贝多芬的指导之下，后者以贝多芬的一个主题，创作了一组多达40个变奏。而1819年贝多芬致大公的一封信中写道“在我的书桌上有几件作品可以纪念殿下”，有可能就是指迪亚贝利变奏曲。

### 创作历程
开始创作这组变奏时，贝多芬暂停了《庄严弥撒》草稿的工作，并在1819年前完成了四个变奏。 贝多芬的学生车尔尼称，贝多芬写变奏的时候心情非常好。1819年夏天，他已经完成了33个变奏中的22个。1820年，贝多芬在书信中提及到一部“大变奏曲”，但当时还并未完成。之后，他中断了变奏曲的创作（贝多芬很少做这样的事情），又转过头去进行《庄严弥撒》和晚期的钢琴奏鸣曲。1822年贝多芬再次提到该作品，并在同年秋天就稿费问题与迪亚贝利进行了协商。大约在1823年2月，贝多芬回到变奏的创作上来 ，并于3月4月左右最终完成全部作品。同年4月30日，一份完整的有33个变奏的稿件已完成，原计划送往伦敦付印，但由于航船延误，最终还是迪亚贝利将它出版。
至于贝多芬为何选择33这样一个数目，也有几种假说。他也许是为了超越自己1806年所作的32个变奏。甚至有可能是为了超越巴赫的《哥德堡变奏曲》，后者就由32部分组成（2个主题呈示，30个变奏）。还有一个故事说迪亚贝利向贝多芬催稿，贝多芬问他已经从其他作曲家那里得到了多少个变奏，回答说32个；贝多芬于是让他将这些作品出版，因为他“要自己一个人写33个”。布伦德尔撰文称，在贝多芬的钢琴作品中，32和33有着特殊的意义；在32首钢琴奏鸣曲之后，将一组33个变奏作为顶峰之作，是十分适宜的。

### 出版
迪亚贝利很快在1823年6月将此作品出版，标为作品120。并写下了充满溢美之词的介绍语：
我们在此呈现给世界的，绝不是一般的变奏曲；而是一部伟大而重要的杰作，足以和古老的经典不朽作品相抗衡。……最具原创性的结构和乐思，最大胆的音乐方式与和声，都无所不用其极。每一种钢琴所能发出的效果都有用到，并且有坚实的技术基础。……辉煌的两首赋格可以震撼所有的朋友和严肃的学究，其余光彩照人的乐段，也可以震撼技巧非凡的演奏家。……其高贵的形式、精细的性格，最富有艺术性的变化和美感，都可以使之与巴赫著名的杰作分坐一席。”
翌年，两卷本  出版，贝多芬的这首变奏曲作为其第一卷。其他的50位作曲家的变奏则是第二卷。然而贝多芬的变奏曲之后的版本都单独出版。

### 其他作曲家的变奏
据称，其他作曲家的变奏在方法上多有类似，首先因为他们之间互不知情，其次当时的钢琴技巧和变奏方式都有一些固定的法则。“许多作曲家都用跑动的音型对主题加以装饰，还有一些集中在一个细节上（例如贝多芬的学生鲁道夫大公），效果亦佳。……当时的钢琴技巧大师们的作品总体而言华丽而浅薄，其中年仅11岁的李斯特的作品有着充足的力量，但缺乏自己的风格。舒伯特和他的朋友们贡献了一些水平更高的作品，但舒伯特自己的c小调变奏则鹤立鸡群。”

## 标题与题献
贝多芬最早称此作为“（以著名德国舞曲旋律为主题的大变奏曲）”，但出版时改为现名，明确指出迪亚贝利的名字。贝多芬没有用更为普遍的由意大利语衍生来的而是德语词汇，一方面是由于贝多芬自己倾向于使用德语作乐曲的标示，另一方面可能也有更深的涵义：由于一词不仅指“变奏”，也可指“幻化、变形”之意，因而贝多芬也许在暗示此作品比先前的变奏曲更为深刻、高妙。
这部作品题献给“安東妮·布倫塔諾夫人”。有些评论家由此认为她即是贝多芬所谓的“不朽的爱人”。然而，这个献辞最初并非如此。贝多芬的这部作品是要送到伦敦的，因为在那里他的朋友费迪南德·里斯可以帮他找一个出版商；因而贝多芬一开始答应把作品献给里斯的妻子。但后来航船延误，导致贝多芬无法将乐谱及时送到，于是临时改变主意献给布伦塔诺夫人。为此，贝多芬写信向里斯解释了缘由，道了歉，还承诺将来另写一部作品送给他的妻子。

## 结构
对于该变奏曲的结构概览如下：
| 变奏号   | 名称                               | 调性    | 拍号        | 布伦德尔所起的别名       | 创作时间 |
| -------- | ---------------------------------- | ------- | ----------- | ------------------------ | -------- |
| 主题     | 迪亚贝利的圆舞曲：活泼地           | C大调   | 3/4         | —                        | 约1819年 |
| 变奏一   | 进行曲：行进般庄严地               | C大调   | 3/4         | 进行曲：角斗士伸展肌肉   | 1820年后 |
| 变奏二   | 略快板                             | C大调   | common time | 雪花                     | 1820年后 |
| 变奏三   | 速度同上                           | C大调   | 3/4         | 自信与潜藏的怀疑         | 1820年前 |
| 变奏四   | 稍微更活泼些                       | C大调   | 3/4         | 精明的连德勒             | 1820年前 |
| 变奏五   | 活泼的快板                         | C大调   | 3/4         | 温驯的小妖               | 1820年前 |
| 变奏六   | 严肃而不太快的快板                 | C大调   | 3/4         | 颤音修辞法               | 1820年前 |
| 变奏七   | 稍微更快些                         | C大调   | 3/4         | 鼻涕淅沥，跺来踩去       | 1820年前 |
| 变奏八   | 略活泼                             | C大调   | 3/4         | 间奏曲，致勃拉姆斯       | 1820年前 |
| 变奏九   | 沉重而坚决的快板                   | c小调   | common time | 勤恳的胡桃夹子           | 1820年前 |
| 变奏十   | 急板                               | C大调   | 3/4         | 吃吃发笑，嘶嘶啼鸣       | 1820年前 |
| 变奏十一 | 小快板                             | C大调   | 3/4         | 纯真，致彪罗             | 1820年前 |
| 变奏十二 | 稍微更生动些                       | C大调   | 3/4         | 浪花图案                 | 1820年前 |
| 变奏十三 | 活泼地                             | C大调   | 3/4         | 撕咬般的警句             | 1820年前 |
| 变奏十四 | 庄严的壮板                         | C大调   | common time | 那被选中的，来临了       | 1820年前 |
| 变奏十五 | 谐谑的急板                         | C大调   | 2/4         | 欢快的鬼魂               | 1820年后 |
| 变奏十六 | 快板                               | C大调   | common time | 胜利（一）               | 1820年前 |
| 变奏十七 | 快板                               | C大调   | common time | 胜利（二）               | 1820年前 |
| 变奏十八 | 略中速                             | C大调   | 3/4         | 稍稍褪色的珍贵的回忆     | 1820年前 |
| 变奏十九 | 急板                               | C大调   | 3/4         | 匆匆忙忙                 | 1820年前 |
| 变奏二十 | 行板                               | C大调   | 6/4         | 心之圣所                 | 1820年前 |
| 变奏廿一 | 有活力的快板 —不那么快地 —起始速度 | C大调   | common time | 疯疯癫癫，哭哭啼啼       | 1820年前 |
| 变奏廿二 | 甚快板                             | C大调   | common time | 我日夜劳作，致迪亚贝利   | 1820年前 |
| 变奏廿三 | 非常快的快板                       | C大调   | common time | 热锅上的演奏家，致克拉默 | 1820年后 |
| 变奏廿四 | 小赋格：行板                       | C大调   | 3/4         | 纯粹的精神               | 1820年前 |
| 变奏廿五 | 快板                               | C大调   | 3/4         | 德国风舞曲               | 1820年后 |
| 变奏廿六 | 可爱地                             | C大调   | 3/8         | 水上画圈圈               | 1820年后 |
| 变奏廿七 | 活泼地                             | C大调   | 3/8         | 变戏法                   | 1820年前 |
| 变奏廿八 | 快板                               | C大调   | 2/4         | 玩具跳娃的愤怒           | 1820年后 |
| 变奏廿九 | 不太快的柔板                       | c小调   | 3/4         | 闷叹                     | 1820年后 |
| 变奏三十 | 仿佛如歌的行板                     | c小调   | common time | 温柔的哀伤               | 1820年前 |
| 变奏卅一 | 甚抒情的广板                       | c小调   | 9/8         | 致巴赫，致萧邦           | 1820年后 |
| 变奏卅二 | 赋格：快板                         | 降E大调 | cut time    | 致韩德尔                 | 1820年前 |
| 变奏卅三 | 适中的小步舞曲速度                 | C大调   | 3/4         | 致莫扎特                 | 1820年后 |

贝多芬并没有把旋律作为变奏的主体，而是从主题中最小的元素入手，例如开头的倚音，四度和五度下降，以及重复的音符。布伦德尔写道：
|  | 主题并没有在变奏中被重申、强调、装饰、妆点，而是被提高、戏仿、嘲笑、反驳、变形、悼念、踩在脚底，最终升华。 |

他也没有进行多少调性的变化，33个变奏中有28个都在主题的C大调上，另外有4个在c小调，还有1个，即光辉灿烂的赋格（变奏卅二），在c小调的关系大调降E大调。这一变调为乐曲增添了戏剧成分。赋格的最后，一系列减七和弦琶音把音乐带到了几个安静的和弦上，并有休止符穿插其间，产生悬念的感觉；这一悬念最终在作结的小步舞曲（变奏卅三）被解决：调性又回归到C大调上。

### 迪亚贝利的主题

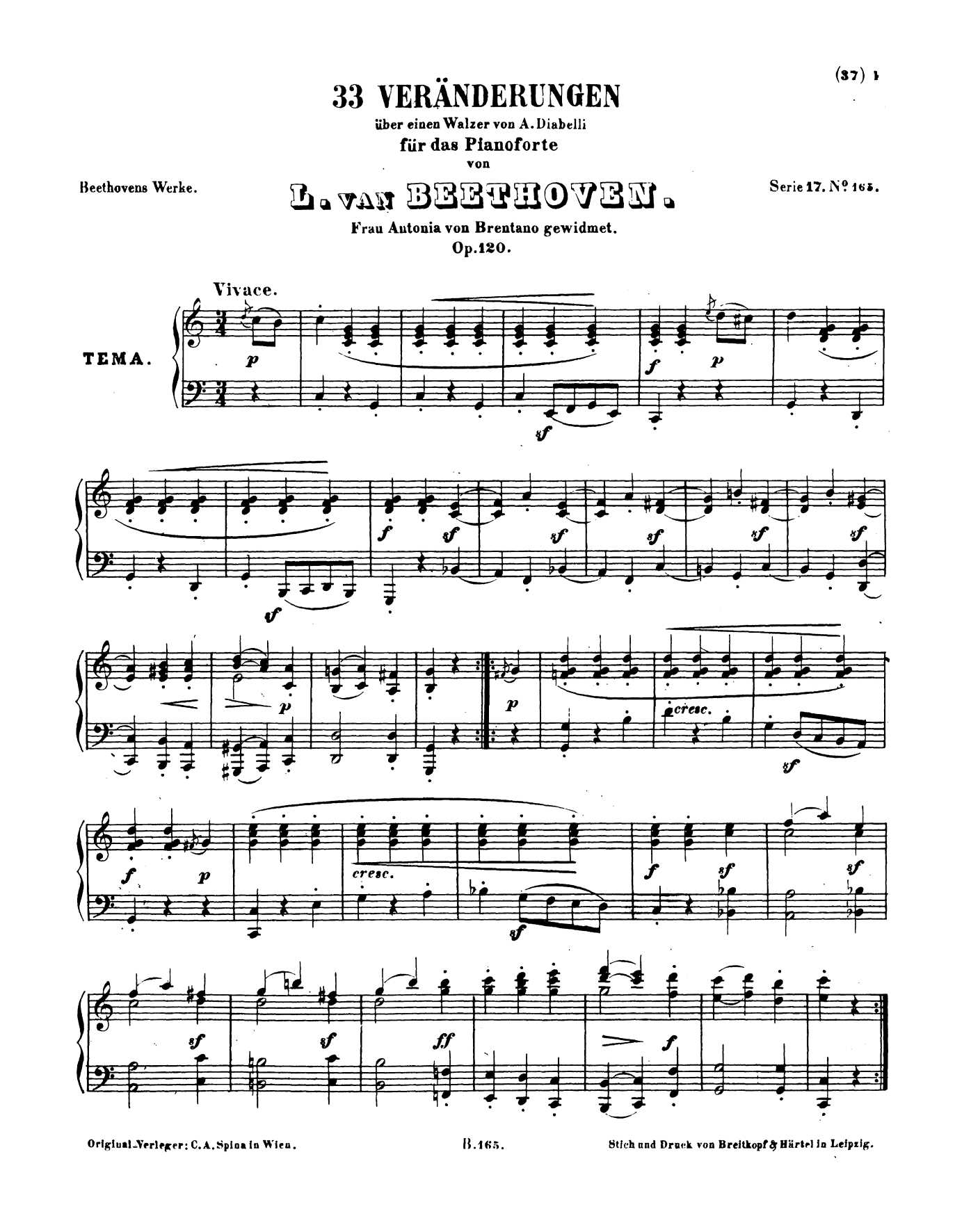
迪亚贝利所作的圆舞曲主题。

贝多芬据说对迪亚贝利的圆舞曲主题评价甚低，因为它不过是一个个序列的重复，每一次的模进也很固定。对于这个主题的艺术价值，历来众说纷纭。一个极端是唐纳德·托维的褒奖：“健康、无忧无虑、充满能量”，“音乐元素充分”，“坚固的结构”，另一个极端是威廉·金德曼的诟病：“平庸乏味、愚笨无聊”，“低级趣味”。 中间也有彪罗较为和善的评价：“还算漂亮和有品位的小曲，没有俗套之嫌。”
弗拉迪米尔·阿什肯纳齐在2006年Decca公司的录音小册子中指出，贝多芬也许从该主题中得到了灵感：“迪亚贝利的主题有32个小节，由对称的4小节句子组成……中段的和声有略有些不寻常……其开头弱起的倚音和不合拍的重音，其中庸的品质和有些古怪的性格，都使得贝多芬的仔细得以有用武之地，令主题柔韧地变化出多种效果。贝多芬一生都热爱变奏曲，这里他更多地关注结构、和声，以及看似微不足道的小细节；反而旋律上的变化是次要的了。”

## 評價與解讀
普遍认为，该作品以一个平淡无奇的主题为基础，使用多种手法进行激进的变形，并最终达到了贝多芬晚期作品所特有的高超境界。著名音乐评论家Donald Francis Tovey将作品赞誉为“最伟大的变奏作品”。 钢琴家阿尔弗雷德·布伦德尔甚至称之“最伟大的钢琴作品”。彪罗评价此作品“贝多芬作曲艺术之缩影”。马丁·库柏撰文称此作品“千变万化，无与伦比，显示了贝多芬表达方式的多样，对键盘的精熟”，并说它“本身也是部里程碑般的作品”。勋伯格在其《和声的结构功能》中指出，“从和声的角度来看，（迪亚贝利变奏曲）可称是贝多芬最为冒险、最为先锋的作品”。

### 結構特徵
自从出版以来，评论家就试图从这一巨大而变化多端的作品中找出一些规律，或者是整体的规划和架构。梅纳德·所罗门将全曲分为四部分：变奏一至八、九至十四、十五至二十、廿一至卅三。而金德曼则分为三部分：变奏一至十四、十五至廿四、廿五至卅三。一些早期的评论家对该作品与巴赫的《哥德堡变奏曲》做了形式上的比较，但也收效甚微。有些人提出其中蕴藏有对称性，但较牵强附会。也有人从曲式上进行分析，例如从中找出奏鸣曲式的特征，或者是由多乐章组合成的蛛丝马迹；但均未达成共识。

### 象徵性
梅纳德·所罗门在《晚期贝多芬：音乐、思考与想象》中对于变奏曲进行了象征性的解释，即从平凡的生活直到崇高的现实。对所罗门而言，该变奏曲的结构就是一种向前和向上的动力，“一切可知的种类、性格和速率”。他认为变奏八、十四、二十都是“出于大局考虑，特殊布置的‘情感高原区’，以提供一种庇护港，使得之后能够重新焕发出灵性的力量，而且可以使钢琴家得到身体上的休整”。

### 幽默感
威廉·金德曼所著的《贝多芬的迪亚贝利变奏曲》 详细地探讨了此问题，从源头处开始跟踪贝多芬的创作历程。他认为“戏仿”（parody）是该作品的核心，并指出了一些“戏仿”的成分（多创作于较早的时期），例如变奏廿二中对莫扎特《唐·乔望尼》咏叹调的幽默模仿，变奏廿三中对克拉默指法练习的调侃，以及两首赋格中对巴赫的致敬和终了的小步舞曲中的莫扎特元素。
而最大的戏仿还是对迪亚贝利本人。金德曼认为贝多芬后来所加的变奏有着特殊的地位，其中的一些甚至可以作为作品的拐点来看待；许多后加的变奏都重拾主题的旋律，使得作品不至于离题太远，以避免主题听起来不过是一个引子。然而讥讽的是，这些新变奏多对迪亚贝利的败笔进行强调，例如不断重复的C大调和弦，和下降的四度。开场的变奏一就是一例。变奏十五也使用了同样平庸的和声。变奏廿五则把单调的节奏转化为一个简单动机的不断重演。而从变奏廿六开始，音乐就“从荒唐走向崇高”，直到最后的小步舞曲。金德曼强调了这三个变奏的重要性，认为它们如同标点一样，充实了作品的内在逻辑。
阿尔弗雷德·布伦德尔在其论文《古典音乐一定要严肃吗》中也表达了和金德曼类似的观点，认为这个作品是“最宽泛意义上的幽默”。他的证据包括贝多芬写作时心情格外地好，而且据早期评论家威廉·冯·伦兹所说，贝多芬在这里充当“幽默的大祭司”，并把变奏叫做“对主题的讽刺”。布伦德尔对33个变奏所起的别名，也受到了金德曼不小的影响。

### 巴赫的影响
虽然《迪亚贝利变奏曲》与《哥德堡变奏曲》常常相提并论，但二者有很大差异。然而，贝多芬的变奏廿四和变奏卅二都是标准的教科书式赋格，明显地体现了复调大师巴赫的影响。值得注意的是慢速小调变奏的最后一个（变奏卅一）的结尾，有一处几乎是直接的对《哥德堡变奏曲》的参考。

## 影响
《迪亚贝利变奏曲》直接引发了下列作品：
- 《与贝多芬就其迪亚贝利变奏曲的对话（英语：Dialogue avec 33 variations de L. van Beethoven sur une valse de Diabelli）》，米歇尔·布托尔著，1971年。
- 《三十三个变奏（英语：33 Variations）》，由莫伊西斯·考夫曼（英语：Moisés Kaufman）于2007年创作的一出戏剧，内容关于此作品的创作历程。

### 评论
- 《贝多芬的迪亚贝利变奏曲》，威廉·金德曼著。在线阅读，来自Google Books。 （页面存档备份，存于）

### 乐谱
- 波恩貝多芬之家有關《迪亚贝利变奏曲》資料 （页面存档备份，存于）
- 迪亞貝利變奏曲：国际乐谱典藏计划上的乐谱
- 舒伯特所作的变奏：国际乐谱典藏计划上的乐谱
- 李斯特所作的变奏：国际乐谱典藏计划上的乐谱
- 莫扎特《唐·乔望尼》中咏叹调“我日夜劳作”的乐谱，可与贝多芬的变奏廿二相比较 美國國會圖書館的存檔，存档日期2001-11-26